# شعبي جزائري (موسيقى)

الحاج محمد العنقة

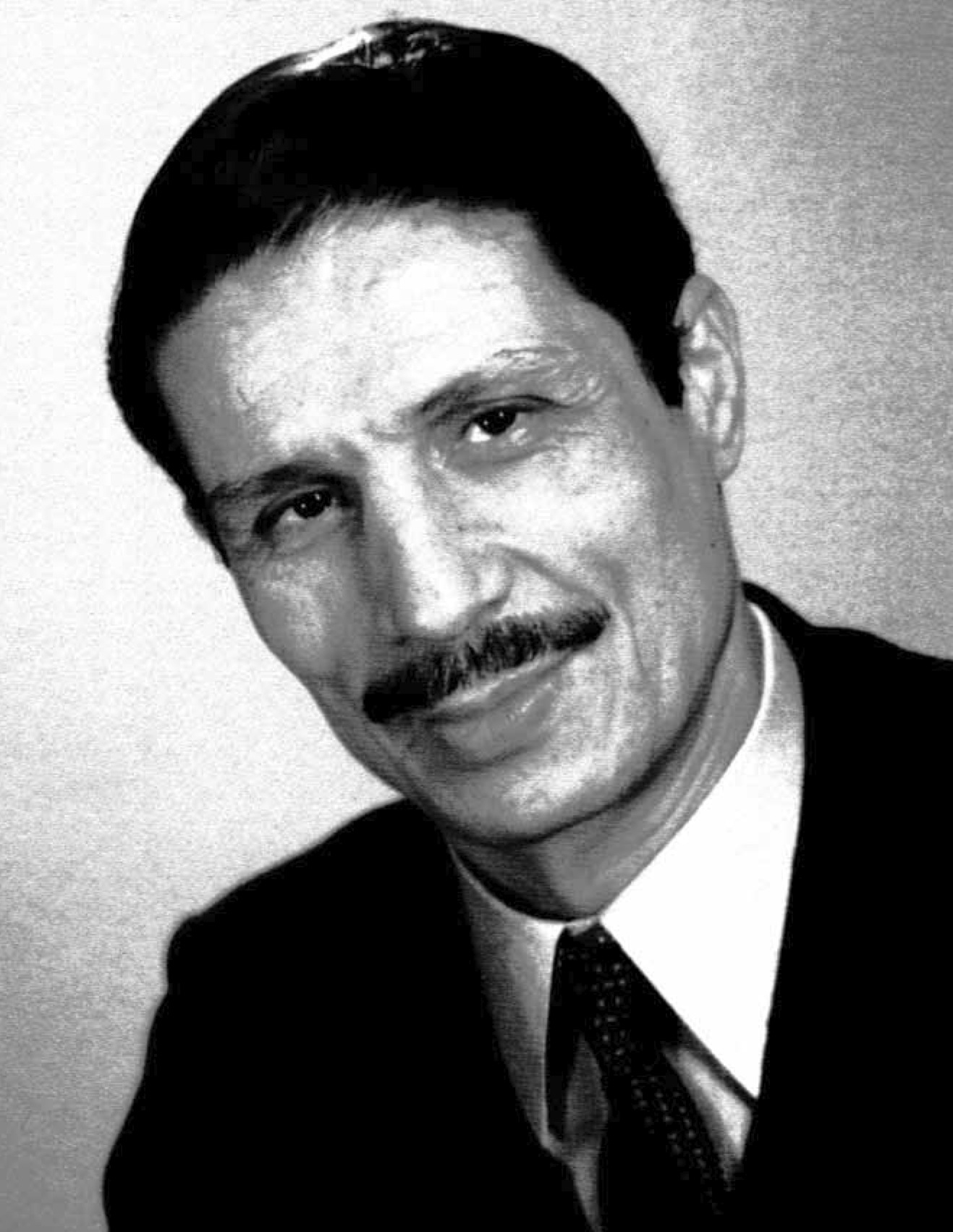
دحمان الحراشي

الشعبي الجزائري هو نوع من الموسيقى الجزائرية المنحدرة من التراث الجزائري الغني ، وتسمية الشعبي يقصد بها الأغنية الشعبية 

## تعريف
تعتبر الموسيقى الجزائرية عريقة و قديمة من حيث العادات والتقاليد كما أنها تمثل الشعب بأنغامها الجميلة والرائعة، تحضى الموسيقى الفلكلورية المسماة الشعبي بشعبية كبيرة ، وتحمل الكلمات معاني شعرية جميلة تعطي فكرة عن الحياة اليومية أو عن نفسية الملقي بالجزائر.

## مميزاته
مما يميز هذه الموسيقى هي الأصوات والقصائد الشعرية ، يمثل الصوت ذاكرة حزينة لأوقات مضت أو عاطفة رومانسية تثلج الصدرأو جلسات مع الأصدقاء أو ذكريات ، مما يعطي خلفية جميلة لبلد الجزائر ، أما الكلمات فهي تخلق صورا رائعة ، يوجد اليوم المئات من المغنيين الموسيقيين الذين يستلهمون من هذه الموسيقى الجميلة والتي يمكن سماعها في كل أنحاء العالم ، وهي موسيقى تصف الواقع المعيشي وحتى انها تتضمن حكايات وقصص مثل قصص الانبياء والصالحين.

## مشاهيره
- عبد المجيد مسكود
- الحاج محمد العنقة
- بوجمعة العنقيس
- الحاج بورحلة
- الحاج منور
- دحمان الحراشي
- عبد القادر شاعو
- أعمر الزاهي
- الهاشمي قروابي
- كمال مسعودي
- رشيد نوني
- معزوز بوعجاج
- عبد الله قطاف[1]
- محمد الباجي[2]
- مصطفى الناظور
- عزيوز رايس
- رضا دوماز
- مراد جعفري